# Yuya Nakamura (fodboldspiller, født 1986)
 For alternative betydninger, se Yuya Nakamura. (Se også artikler, som begynder med Yuya Nakamura)
Yuya Nakamura (født 14. april 1986) er en japansk fodboldspiller, som spiller for den japanske fodboldklub FC Machida Zelvia.